# Illusion (groupe polonais)
Pour les articles homonymes, voir Illusion (homonymie).
Illusion est un groupe de rock polonais, originaire de Gdańsk.

## Biographie

### Première phase (1992–1999)
Le groupe est formé en 1992 par d'anciens membres des groupes She et Skawalker, Tomasz « Lipa » Lipnicki, Jerzy « Jerry » Rutkowski et Paweł Herbasch. Le premier concert du groupe s'effectue en février de la même année à Gdańsk. En août la même année, Jarosław Śmigiel les rejoint. La formation restera inchangée tout de cette première phase du groupe jusqu'en 1999. 
Le groupe joue pour la première fois en concert durant la seconde moitié de l'année 1992, donnant plusieurs concerts en Allemagne. Illusion devient le vainqueur de la première édition du Marlboro Rock-in en mai 1993, avant de jouer en juillet avec Iggy Pop au Torwar de Varsovie, et en août dans des festivals polonais de Jarocin et l'Energy Festival de Żarnowiec (août 1993). Puis ils participent au festival de Gampel en Suisse (immédiatement après leur apparition sur la scène de l'ancien chanteur de The Animals - Eric Burdon).
Le premier album du groupe sort en novembre 1993 sous le titre éponyme, Illusion. L'album révèle la fascination des membres pour le grunge en vogue à cette période (en particulier grâce au succès des groupes américains Soundgarden, Alice in Chains, Pearl Jam, Nirvana, Helmet, Rage Against the Machine), et se caractérise par un rap-rock dans l'agressivité rappelle Pantera, inspiré par Cypress Hill. L'album fait participer le chanteur invité Grzegorz « Guzi » Guziński (Ndingue, Red Rooster, plus tard Flapjack) et le guitariste Janusz Sokołowski (ex-Apteka)
Le deuxième album du groupe, intitulé Illusion 2, est publié en 1994 et se caractérise par un son puissant, des riffs pointus et la voix agressive de Lipy. En mars et avril 1995, plusieurs concerts sont organisés dans des clubs de tout le pays avec Illusion, Flapjack et périodiquement Dynamind. Pendant la tournée, le groupe est précédé par un concert du groupe américain Pro-Pain au Colosseum de Varsovie. En outre, le groupe participe à plusieurs festivals jouant notamment avec Therapy? et H-Blockx. Leur troisième album, Illusion 3, est publié la même année. À l'automne 1996, un livre petit format parlant d'Illusion intitulé Kły est publié.
En 1998 sort leur prochain album, Illusion 6, enregistré au Izabelin Studio, et publié au label Polygram Polska. Lipnicki confirmera lui-même qu'il s'agit d'un album à maturité. En 1999, ils participent à la deuxième compilation, Muzyka przeciwko rasizmowi, éditée par l'association Nigdy Więcej. Le 14 novembre 1999, le concert d'adieu du groupe s'effectue au club Kwadratowa à Gdańsk. Il dure environ deux heures et demie et comprend les morceaux les plus connus du groupe.

### Retour (depuis 2008)

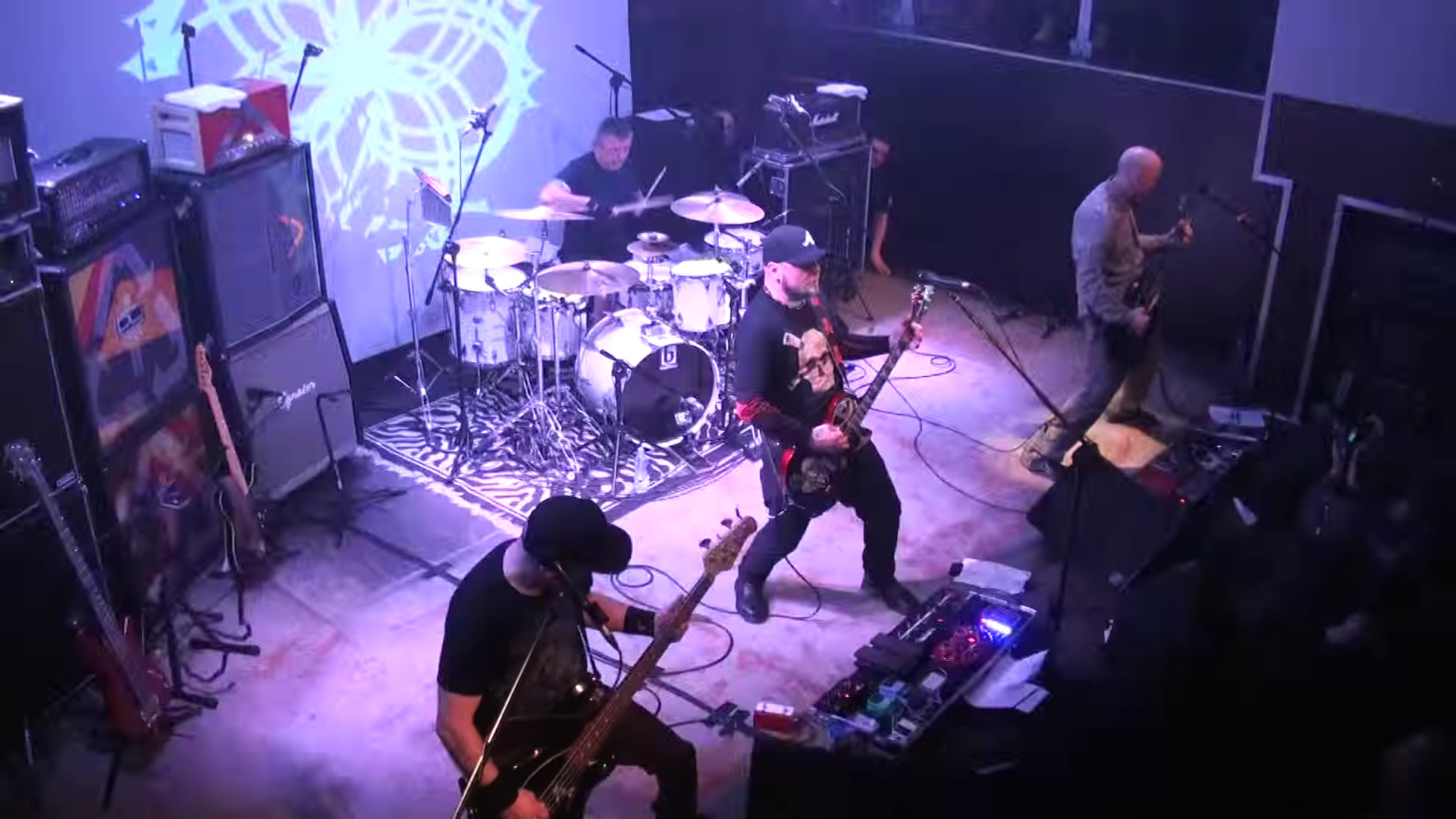
Illusion en 2014.

Le 13 décembre 2008, Illusion apparait au Hali Stulecia à Wrocław lors d'un concert ponctuel avec les groupes Acid Drinkers, Coma et Hunter. Le groupe joue avec sa formation originale, mais cette fois avec le guitariste Siwy, du groupe Tuff Enuff. Jerzy Rutkowski joue seulement trois chansons à la guitare acoustique.
Le groupe reprend ses activités en 2011. En juin, le site officiel d'Illusion est lancé, et informe des projets du groupe. Dans le même temps, le groupe publie un nouveau single intitulé Solą w oku, pour lequel une vidéo musicale est réalisée. Le groupe enregistre également une deuxième single, Tron - les deux chansons sont publiées sur la nouvelle compilation The Best of Illusion, publiée le 8 novembre 2011. À l'automne 2011, le groupe se produit pendant trois grands oncerts. Les représentations ont lieu le 1er octobre à Katowice (Spodek), le 5 novembre à Gdańsk (Ergo Arena) et le 25 novembre à Varsovie (Torwar). Pendant les concerts, ils enregistrent quelques scènes pour les besoins d'un DVD. Pendant cette mini-tournée, ils sont accompagnés de Tuff Enuff et Flapjack, ainsi que None. Le 2 février 2012, le site web du groupe informe de leur 20e anniversaire de l'existence du groupe.
En 2012, Paweł Herbasch, Jerzy Rutkowski et Jarek Śmigiel commencent à travailler sur un nouvel album,. Tomasz Lipnicki se joint au groupe au printemps 2013. Le 26 février 2014, le single-titre de leur futur album, intitulé Opowieści, est publié. L'album homonyme est publié le 22 mars 2014,.
À la fin de 2017, ils organisent une tournée pour célébrer le 25e anniversaire de leur existence. Le 9 mars 2018 sort leur sixième album studio intitulé Anhedonia, accompagné du single Kto jest winien?.

## Discographie
- 1993 : Illusion[21]
- 1994 : Illusion 2[22]
- 1995 : Illusion 3[23]
- 1996 : Illusion 4 - Bolilol Tour[24]
- 1998 : Illusion 6[25]
- 2012 : Live[26]
- 2014 : Opowieści
- 2018 : Anhedonia